# Soumaïla Diabaté
Soumaïla Diabaté (* 22. November 2004) ist ein malischer Fußballspieler.

## Karriere
Diabaté begann seine Karriere beim Guidars FC. Im Januar 2023 wechselte er nach Österreich zum FC Red Bull Salzburg, bei dem er einen bis Juni 2027 laufenden Vertrag erhielt. In Salzburg sollte er zunächst aber für das zweitklassige Farmteam FC Liefering spielen.
Im April 2023 debütierte er dann für Liefering in der 2. Liga, als er am 21. Spieltag der Saison 2022/23 gegen die Kapfenberger SV in der Halbzeitpause für Tolgahan Sahin eingewechselt wurde. Insgesamt kam er zu 32 Zweitligaeinsätzen für Liefering.
Im September 2024 wurde Diabaté an den Bundesligisten FC Blau-Weiß Linz verliehen. Für die Linzer kam er während der Leihe zu 26 Einsätzen in der Bundesliga. Im Juni 2025 kehrte er im Sondertransferfenster im Rahmen der Klub-WM 2025 vorzeitig nach Salzburg zurück, wo er in den Profikader der Bullen befördert wurde. Sein Debüt für Red Bull gab er in Folge am ersten Spieltag der WM gegen den CF Pachuca.